# 옌쥔치
옌쥔치(엄전기, 严隽琪, 1946년 8월 ~ )는 중화인민공화국의 정치인이다. 중국 민주 촉진회 중앙위원회 주석을 역임했고 현재 중국사회주의학원 원장이다.

## 생애
옌쥔치는 장쑤성 쑤저우시 출신이다. 옌쥔치가 6세일 때 아버지가 사망하여 다섯 명의 자녀는 어머니가 키웠고, 가족의 생활은 아주 어려웠다. 1968년 8월 상하이 자오퉁 대학을 졸업한 이후 옌쥔치는 ‘하방’을 하여 쉬저우시의 광산에서 일을 했다. 문화대혁명 이후 1978년 상하이 자오퉁 대학 기계공학부에 입학하여 1981년 석사 학위를 받았고 교원으로 일하자가 덴마크에서 공부한 후 1986년 덴마크공과대학교 기술대학에서 해양공학 박사 학위를 받았다. 중국으로 돌아온 옌쥔치는 그의 모교에서 연구와 강의에 전념했으며 863 계획(국가고기술연구발전계획)에 7인의 전문가 집단의 회원으로 참여했고 상하이 자오퉁 대학의 기계 및 전력 공정학원 원장과 교장조리 등을 지냈다.
2000년 옌쥔치는 중앙정부에 들어가 상하이시 정부정보판공실 부주임을 지냈고 상하이시 시위원회 부주위에 선출되었다. 2001년 상하이시 인민정부 부시장이 되어 과학기술과 교육 및 여성, 아동 업무를 맡았다. 2002년 6월, 상하이 시위원회 주위를 거쳐 같은해 12월에 중국 민주 촉진회(민진) 제9기 1중전회에서 민진 중앙위원회 부주석으로 선출되었다.
상하이 자오퉁 대학에서 '한신(漢芯) 디지털 시그널 프로세싱 칩 연구 사기 사건'이 발생한 이후에도 당시 공식 관리 책임자였던 옌쥔치 부시장의 경력에는 영향을 미치지 않았다. 2007년초 상하이 부시장과 상하이시 인민위원회 위원장을 지낸 옌쥔치는 같은 해 7월 민진중앙상무위원회 부주석으로 선출되었다. 이후 같은 해 12월 민진 12기 1중 전회에서 새로운 1기 민진 중앙 주석으로 당선되었고 2008년 3월 제11기 전국인민대표대회 제1차 회의에서 전국인민대표대회 상무위원회 부위원장으로 선출되었다. 같은해 10월 중앙사회주의학원 원장으로 선출되었다. 2013년 3월, 제12기 전국인민대표대회 상무위원회 부위원장으로 선출되었다.